# Associazione Calcio Riunite Messina 1976-1977
Questa voce raccoglie le informazioni riguardanti l'Associazione Calcio Riunite Messina nelle competizioni ufficiali della stagione 1976-1977.

## Rosa
| N. |                   | Ruolo | Calciatore        |
| -- | ----------------- | ----- | ----------------- |
|    | Italia (bandiera) | C     | Pierangelo Agosti |
|    | Italia (bandiera) | C     | Pietro Bianchi    |
|    | Italia (bandiera) | A     | Nuccio Bresolini  |
|    | Italia (bandiera) | D     | Santo Brunetti    |
|    | Italia (bandiera) | C     | Roberto Buttò     |
|    | Italia (bandiera) | D     | Angelo Celeste    |
|    | Italia (bandiera) | P     | Claudio Dal Bello |
|    | Italia (bandiera) | A     | Loris De Carolis  |
|    | Italia (bandiera) | D     | Luciano Favero    |
|    | Italia (bandiera) | C     | Sergio Ferretti   |
|    | Italia (bandiera) | C     | Gerardo Garganico |

| N. |                   | Ruolo | Calciatore        |
| -- | ----------------- | ----- | ----------------- |
|    | Italia (bandiera) | C     | Corrado Iovenitti |
|    | Italia (bandiera) | D     | Agostino Maglio   |
|    | Italia (bandiera) | P     | Giovanni Pino     |
|    | Italia (bandiera) | D     | Franco Polizzo    |
|    | Italia (bandiera) | C     | Giovanni Rando    |
|    | Italia (bandiera) | P     | Daniele Sacchi    |
|    | Italia (bandiera) | A     | Roberto Sartori   |
|    | Italia (bandiera) | D     | Giovanni Simonini |
|    | Italia (bandiera) | A     | Costante Tivelli  |
|    | Italia (bandiera) | C     | Rosolo Vailati    |
|    | Italia (bandiera) | D     | Paolo Zabotto     |